# Conjunto Histórico de la Villa de Brihuega
El Conjunto Histórico de la Villa de Brihuega es un conjunto histórico dentro del municipio español de Brihuega, en la provincia de Guadalajara. Cuenta con el estatus de Bien de Interés Cultural.

## Descripción
El conjunto comprende el casco histórico de la localidad alcarreña de Brihuega, en la provincia de Guadalajara. En él quedaron incluidos hitos arquitectónicos como las iglesias de Santa María, San Felipe y San Miguel, la muralla y sus puertas, un castillo, los conventos de las Bernardas y de las Jerónimas, la fábrica de paños y «los restos de la sinagoga», es decir, la iglesia de San Simón.
El área fue declarada conjunto histórico-artístico de carácter nacional el 19 de mayo de 1973, mediante un decreto publicado en el Boletín Oficial del Estado el 12 de junio de ese mismo año, con la rúbrica del dictador Francisco Franco y del ministro de Educación y Ciencia José Luis Villar Palasí. En la actualidad tiene el estatus de Bien de Interés Cultural, en la categoría de conjunto histórico.